# Isla del Castro
La isla del Castro es una isla en la costa del Soto de la Marina, a poniente de Santander (Cantabria, España). Es alargada y cubierta de vegetación baja; mide tres hectáreas y media, y en bajamar también llega a unirse a tierra mediante un tómbolo arenoso, concretamente a la playa de Covachos, que es mucho más reducido que el de la vecina Isla de la Virgen del Mar y que rara vez permite el abordaje cómodo a la isla debido a su estrechez e insuficiencia.
El topónimo castro en la cornisa Cantábrica hace referencia a un peñasco sobresaliente aislado en el mar y próximo a la costa, como es el caso.
Tanto el acceso a la playa de Covachos como el paso por el acantilado hasta llegar a la altura del tómbolo de arena, es una zona que no debe ser traspasada debido al alto peligro de derrumbe. 

## Historia
En 1983 miembros del Laboratorio de Investigaciones Arqueológicas Subacuáticas (LIAS) descubrieron nueve cañones, proyectiles, dos anclas y varios objetos provenientes del naufragio en el extremo Oeste de la isla de un galeón inglés en 1641. El barco inglés naufragó intentando buscar refugio en la ensenada próxima, en medio de un temporal. Además por la zona se han encontrado restos del Paleolítico.